# Cantó de Lantar
El cantó de Lantar és un cantó francès del departament de l'Alta Garona, a la regió d'Occitània. Està enquadrat al districte de Tolosa i té 10 municipis i el cap cantonal és Lantar.

## Municipis
- Aurinh
- Bèlasvilas
- Le Borg de Sant Bernat
- Crefuèlha
- Lauservila
- Lantar
- Preservila
- Santa Fe de Grefuèlha
- Sent Pèire de Latge
- Tarabèl